# Harry Baschleben
Harry Baschleben (* 27. Dezember 1922 in Magdeburg; † 10. Juni 2012) war ein deutscher Parteifunktionär der DDR-Blockpartei NDPD.

## Leben
Baschleben gehörte der Hitlerjugend an. Er war ab 15. November 1940 Angehöriger der Waffen-SS, wurde 1943 SS-Rottenführer und 1944 SS-Unterscharführer. Am 6. Februar 1944 beantragte er die Aufnahme in die NSDAP und wurde zum 1. April desselben Jahres aufgenommen (Mitgliedsnummer 10.057.177). Er war Teilnehmer am Zweiten Weltkrieg und an der Ostfront im Einsatz.
Nach dem Zweiten Weltkrieg wurde Baschleben Mitglied der National-Demokratischen Partei Deutschlands (NDPD) und wurde in der DDR hauptamtlicher Mitarbeiter des Bezirksvorstandes Potsdam dieser Partei. Die NDPD vertrat er von 1958 bis 1963 als Abgeordneter im Bezirkstag Potsdam. Danach war er Sekretär des NDPD-Kreisvorstandes und Mitglied der Stadtverordnetenversammlung von Gera. Ab 1972 war er Sekretär des NDPD-Bezirksvorstandes Gera. Er war Absolvent der Hochschule für Nationale Politik in Waldsieversdorf.
Harry Baschleben war der Vater von Klaus Baschleben. Baschleben wohnte zuletzt in Hahnheim und starb im Alter von 89 Jahren.

## Auszeichnungen
- Ehrenzeichen der NDPD
- 1977 Ehrentitel Verdienter Aktivist